# Albrechtice nad Orlicí
Albrechtice nad Orlicí (deutsch Albrechtsdorf an der Adler) ist eine Gemeinde in Tschechien. Sie liegt am Zusammenfluss der Stillen (Tichá Orlice) und der Wilden Adler (Divoká Orlice).

## Geographie
Albrechtice befindet sich 10,4 Kilometer von Rychnov nad Kněžnou entfernt, bis Hradec Králové sind es 6,9 Kilometer. Albrechtice grenzt im Okres Rychnov nad Kněžnou bzw. im Královéhradecký kraj nördlich an Týniště nad Orlicí, südöstlich an Žďár nad Orlicí und südwestlich an Nová Ves u Albrechtic sowie im Okres Pardubice bzw. im Pardubický kraj an Vysoké Chvojno. Die Anbindung von Albrechtice erfolgt durch mehrere Landstraßen. Die Silnice I/11 verläuft nordöstlich des Ortes, außerhalb vom Gemeindegebiet.
Im Westen von Albrechtice fließt die Adler, die sich südlich der Gemeinde in die Stille und die Wilde Adler teilt. In Albrechtice mündet außerdem der Fluss Novoveský potok in die Adler.

## Geschichte

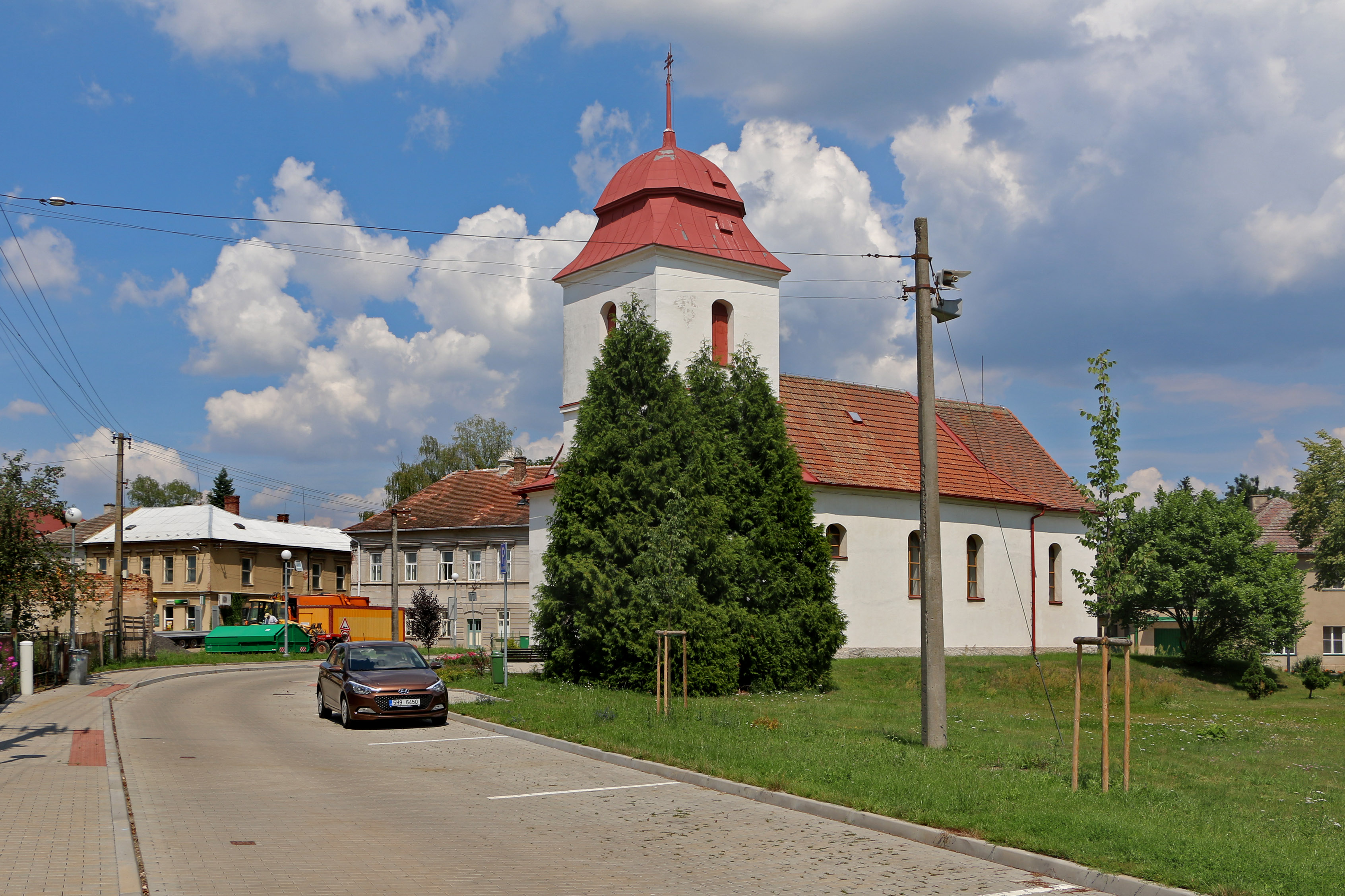
Der Dorfplatz

Die ersten Nachrichten über das Dorf stammen aus den nicht belegten Erzählungen des Chronisten Dalimil. Er schildert darin die Schlacht des Ritters Mutin von Skuhrov mit den Deutschen von Albrechtsdorf im Jahr 1279. Albrechtsdorf gehörte seit alten Zeiten zur Krone Böhmen und wurde während der Herrschaft Karls IV. zum Städtchen erhoben. Die hölzerne Feste diente den Verwaltern der königlichen Wälder als Sitz. Karls Bruder Markgraf Prokop übergab die Herrschaft Albrechtsdorf 1402 seinem Anhänger Johann Kruschina von Lichtenburg, die diesem 1403 König Wenzel IV. als lebenslangen Besitz bestätigte. Nach Johann Kruschinas Tod fiel Albrechtsdorf an die Königin Sophie, zu deren Heiratsgut es gehört haben soll. Da sich Johann Kruschinas Söhne Hynek, Alexander († nach 1422) und Johann († 1434) mit dem Verlust von Albrechtsdorf nicht abfinden wollten, entflammte um die Besitzungen ein jahrelanger Streit, bei dem es auch zu kriegerischen Auseinandersetzungen kam. Erst 1414 vereinbarten die beteiligten Parteien einen Waffenstillstand. Dabei verpflichteten sie sich auch, einen Schiedsspruch durch gewählte Personen ihres Vertrauens (Ubrman) zu akzeptieren. Hynek Kruschina wurde vom Oberstburggrafen Čeněk von Wartenberg, das königliche Paar von Bischof Konrad von Vechta vertreten. Da Königin Sophie das Herrschaftsgut Albrechtsdorf weiterhin behielt, kann angenommen werden, dass die Lichtenburger den Streit verloren haben. Der Schiedsspruch selbst ist nicht überliefert.
Während der Hussitenkriege wurden die Burg und die Kirche von Albrechtsdorf niedergebrannt. 1495 übernahm Wilhelm II. von Pernstein den Ort. Um diese Zeit verlor der Ort auch den Status einer Stadt. Mit der Gründung der landwirtschaftlichen Versicherung im Jahr 1900 wuchs die Bedeutung des Dorfes und die Bevölkerung verdreifachte sich.
In den Jahren 1950–1961 gehörte Albrechtice zum Okres Holice und anschließend zum Okres Rychnov nad Kněžnou. 1981 wurde Albrechtice zu Týniště eingemeindet. Seit 1991 ist es wieder eine selbständige Gemeinde.

## Ortsteile
- Albrechtice

## Bevölkerungsentwicklung
| Jahr      | 1869 | 1880 | 1890 | 1900 | 1910 | 1921 | 1930 | 1950 | 1961 | 1970 | 1980 | 1991 | 2001 | 2011 | 2021 |
| --------- | ---- | ---- | ---- | ---- | ---- | ---- | ---- | ---- | ---- | ---- | ---- | ---- | ---- | ---- | ---- |
| Einwohner | 335  | 393  | 403  | 442  | 581  | 656  | 914  | 908  | 1052 | 981  | 1000 | 1012 | 990  | 1016 | 1044 |

## Sehenswürdigkeiten
- Kirche des Hl. Johannes des Täufers
- Wasserelektrizitätswerk

## Persönlichkeiten
- Josef Peukert (* 1855), Anarchist
- Karel und Adolf Červinkov, Schriftsteller

## Partnerstadt
- Wörgl (Österreich)